# .info

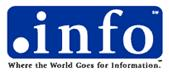
Grafika przedstawiająca domenę .info

.info – internetowa domena najwyższego poziomu, wprowadzona z przeznaczeniem specjalnie dla informacyjnych stron internetowych, oferując odrębną przestrzeń nazw dla podmiotów, które chcą dostarczać informacje online  o charakterze ogólnym, ale na możliwość rejestracji domeny nie nałożono żadnych ograniczeń. Posunięcie to było częścią szerszych wysiłków mających na celu dywersyfikację dostępnych opcji nazw domen i zaspokojenie różnych rodzajów treści i usług online.
Informacje o tej domenie zostały podane wkrótce po głośnym medialnie ogłoszeniu przez ICANN 16 listopada 2000 r.stopniowego wprowadzania siedmiu nowych funkcjonalnych domen najwyższego poziomu. Wydarzenie to było pierwszym dodaniem głównych domen gTLD od czasu opracowania Systemu Nazw Domen w latach 80. Siedem nowych domen gTLD, wybranych spośród ponad 180 propozycji, miało częściowo na celu odciążenie domeny .com. Domena stała się w pełni operacyjna od 25 czerwca 2001 r. 10 września 2001 ICANN i Afilias przypieczętowały również porozumienie w sprawie zastrzegania nazw krajów przez ICANN na mocy rezolucji 01.92.
Spośród siedmiu nowych nazw domen, .info osiągnęła największy sukces z ponad 3,3 milionami nazw domen zarejestrowanych w 2004 roku, a w 2012 liczba ta przekroczyła 8 milionów.